# جوان فاينمان
جوان فاينمان (بالإنجليزية: Joan Feynman)‏ (و. 1927 – م) هي فيزيائية، وعالمة فيزياء فلكية، وعالمة فلك من الولايات المتحدة الأمريكية .

## النشأة
نشأت فاينمان في قسم فار روكواي (far rockaway) كوينز في مدينة نيويورك مع شقيقها الأكبر ريتشارد فاينمان،. والديها هما لوسيل فينما وهي ربة منزل، وملفيل آرثر فاينمان وهو رجل أعمال. تنحدر عائلتها من روسيا وبولندا. بالإضافة إلى أن والديها من اليهود الأشكناز.
كانت جوان طفلة فضولية مثل شقيقها، وأبدت اهتماماً بفهم العالم الطبيعي منذ سن مبكرة. مع ذلك، منعتها كل من جدتها ووالدتها عن متابعة العلوم، لأنهما اعتقدتا أن أدمغة النساء لم تكن قادرة على استيعاب المفاهيم العلمية المعقدة بشكل طبيعي بالطريقة التي تستطيع بها أدمغة الرجال القيام بذلك. على الرغم من ذلك، شجعها شقيقها ريتشارد دائماً أن تكون فضولية بشأن الكون وهو الذي عرّف جوان الصغيرة بالشفق عندما أقنعها ذات ليلة بالخروج من سريرها لمشاهدة الأضواء الشمالية ترفرف فوق ملعب غولف فارغ بالقرب من منزلهم.
وجدت فاينمان لاحقاً الراحة في كتاب علم الفلك الذي قدمه لها شقيقها واقتنعت بمقدرتها على دراسة العلوم عندما صادفت رسماً بيانياً مبنياً على بحث أجرته عالمة الفلك الشهيرة سيسيليا باين.

## التعليم
حصلت فاينمان على درجة البكالوريوس من كلية أوبرلين والتحقت بعد ذلك بجامعة سيراكوز، حيث درست فيزياء الجوامد في قسم الفيزياء على يد ميلفن لاكس. أخذت فاينمان سنة إجازة خلال سنواتها الأخيرة في الجامعة للعيش في غواتيمالا، حيث درست أنثروبولوجيا شعوب المايا التي عاشت هناك. حصلت فاينمان في نهاية المطاف على الدكتوراه في الفيزياء عام 1958. كانت أطروحتها عن «امتصاص الأشعة تحت الحمراء في بلورات ألماسية على شكل هيكل شبكي». أكملت العمل بعد الدكتوراه في جامعة كولومبيا.

## المسيرة المهنية

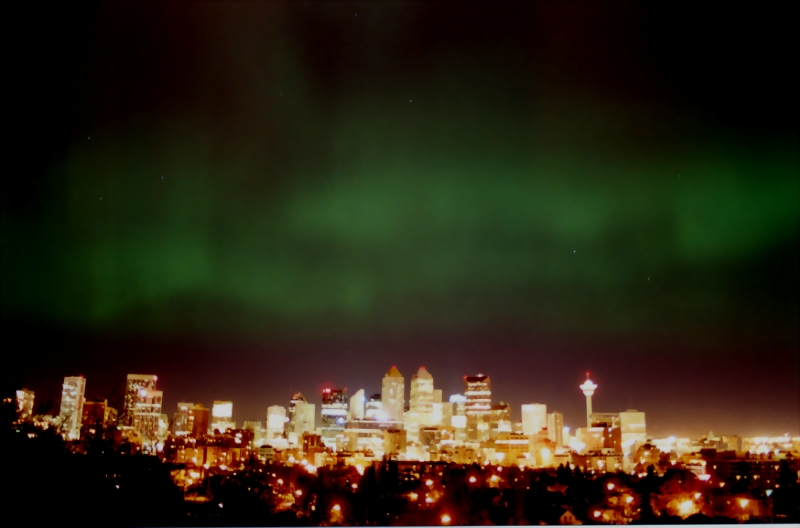
الأضواء الشمالية فوق مدينة كالغاري، ألبرتا، كندا

قضت جوان فاينمان معظم حياتها المهنية في دراسة التفاعلات بين المجموعة الشمسية والغلاف المغناطيسي للأرض؛ واكتشفت أثناء العمل في مركز أميس للأبحاث التابع لناسا عام 1971، أنه يمكن رصد النظام الدوري للمواد الشمسية المعروفة باسم الانبعاثات الكتلية الإكليلية (CME) من خلال وجود الهيليوم في المجموعة الشمسية. كان هذا اكتشافاً مهماً على الرغم أن الانبعاثات الكتلية الإكليلية كانت معروفة حينها لكنه كان من الصعب الكشف عنها.
انتقلت فاينمان إلى عدد من المناصب البحثية المختلفة بعد قضاء مدتها في مركز أميس للأبحاث التابع لناسا؛ تضمنت هذه المناصب مرصد المنسوب المرتفع والمركز الوطني لبحوث الغلاف الجوي في بولدر، كولورادو والمؤسسة الوطنية للعلوم في واشنطن العاصمة وكلية بوسطن في ماساتشوستس. قبلت فاينمان أخيراً في عام 1985 منصباً في مختبر الدفع النفاث في باسادينا، كاليفورنيا، حيث بقيت فيه حتى تقاعدها.
اكتشفت فاينمان اكتشافاً حاسماً حول طبيعة وسبب الشفق؛ حيث أثبتت باستخدام البيانات التي تم جمعها بواسطة مركبة فضائية تابعة لناسا تُعرف باسم المستكشف 33 (Explorer 33) أن حدوث الشفق القطبي هو نتاج للتفاعل بين الغلاف المغناطيسي للأرض والحقل المغناطيسي للمجموعة الشمسية.
ساعدت فاينمان أيضاً في تطوير نموذج جيد لتقدير المخاطر البيئية لبيئة الفضاء المحلية، وتم تنفيذ هذا العمل بسبب حقيقة أن عمليات الانبعاثات الكتلية الإكليلية عالية السرعة تسبب عواصف مغناطيسية أرضية، والتي يمكن أن يكون لها آثار خطيرة على كل من المركبة الفضائية العاملة وعلى أي بشري قد يكون في الفضاء في ذلك الوقت،  [11]حيث تسبب الانبعاثات الكتلية الإكليلية عالية السرعة موجات تصادمية في المجموعة الشمسية، وتُسرّع الجزيئات الشمسية وتُحرض على العواصف المغناطيسية الأرضية عندما تصل الجسيمات إلى الحافة الخارجية للغلاف المغناطيسي الأرضي.
يقترن بدء مثل هذه العواصف في كثير من الأحيان بتدفق كبير من البروتونات التي يمكن أن تحدث فساداً في أنظمة الاتصالات وأنشطة الرحلات الفضائية. ساعد نموذج فاينمان المهندسين في النهاية على تحديد تدفق جزيئات الطاقة العالية التي من شأنها أن تؤثر على العمر الوظيفي للمركبة الفضائية. أدى عملها إلى تطورات جديدة مهمة في تصميم المركبات الفضائية المستقبلية.
درست فاينمان في وقت لاحق من حياتها المهنية العلوم الكامنة وراء تغير المناخ، واهتمت خصوصًا بالأحداث الشمسية العابرة واختلافات الدورة الشمسية. وكان تأثير الشمس على أنماط الانحرافات المناخية في فصل الشتاء المعروفة باسم تذبذب القطب الشمالي أو الطور الحلقي الشمالي (NAM) من جملة الأمور التي درستها.
وجدت فاينمان مع زوجها ألكسندر روزمايكين أنه خلال فترات النشاط الشمسي المنخفض يكون مؤشر (NAM) أقل انتظاماً. تتزامن فترات النشاط الشمسي المنخفض مع فترات تبريد لأجزاء معينة من العالم؛ شُوهد هذا في أوروبا على سبيل المثال خلال فترة تُعرف باسم العصر الجليدي الصغير.
اكتشفت فاينمان وزملاؤها أيضاً رابط بين قابلية التغير الشمسي وتغير المناخ في المستويات القديمة لمياه نهر النيل. وقد تبين أن الظروف المحيطة بالنيل أكثر جفافاً خلال فترات النشاط الشمسي العالي، وأكثر رطوبة خلال فترات النشاط الشمسي المنخفض.
انتُخبت فاينمان في عام 1974 كأول امرأة ضابط في الاتحاد الجيوفيزيائي الأمريكي، حيث نظمت لجنة الاتحاد الجيوفيزيائي الأمريكي (AUG) المكلفة بالتقدم بقضية المعاملة العادلة للمرأة في المجتمع الجيوفيزيائي.
كانت فاينمان عضواً على مدى طويل في الاتحاد الفلكي الدولي، وكانت عضواً في عدد من أقسام الاتحاد الجيوفيزيائي الأمريكي الفرعية، بما في ذلك: القسم E الشمس والغلاف الشمسي والقسم G النجوم والفيزياء النجمية والقسم المفوض E 49 البلازما بين الكواكب والغلاف الشمسي.
تقاعدت فاينمان من مختبر الدفع النفاث برتبة كبير العلماء في عام 2003، لكنها استمرت في العمل ونشرت مؤخراً عام2009 حول تأثير النشاط الشمسي على مناخ الألفية الأولى. كانت فاينمان مؤلفة أو مؤلفة مشاركة خلال حياتها المهنية لأكثر من 100 من المنشورات العلمية، وحرّرت ثلاثة كتب علمية.

## الجوائز والتكريمات
انتُخبت فاينمان مرتين كسكرتيرة لقسم فيزياء الكواكب والشمس في الاتحاد الجيوفيزيائي الأمريكي. [7] وكانت في عام 2002 واحدة من كبار علماء النخبة في مختبر الدفع النفاث. وبالإضافة إلى ذلك، حصلت في عام 2002 على ميدالية الإنجاز الاستثنائية المرموقة التابعة لناسا.

## الحياة الشخصية
تزوجت فاينمان من زميلها في الفيزياء الفلكية ألكسندر روزمايكين في عام 1987.وكانت قد أنجبت من زواجها الأول من ريتشارد هيرشبرج ابنة واحدة هي سوزان هيرشبرج، وولدين هما تشارلز هيرشبرج ومات هيرشبرج.